# Демаркус, Эллисон
Э́ллисон Ли ДеМа́ркус (англ. Allison Leigh DeMarcus), в девичестве — Элдерсон (англ. Alderson; 18 января 1977, Нашвилл, Теннесси, США) — американская фотомодель.

## Личная жизнь
Эллисон ДеМаркус замужем, у неё есть двое детей.
- Супруг — Джей ДеМаркус[англ.] (род.1971), музыкант. У супругов двое детей — дочь Мэделин Ли ДеМаркус (род.17.12.2010) и сын Дилан Джей ДеМаркус (род.20.07.2012).